# 연흥 (북위)
연흥(延興, 471년 8월 ~ 476년 6월)은 북위(北魏) 효문제(孝文帝) 원굉(元宏)의 첫번째 연호이다. 4년 11개월 동안 사용하였다. 471년 8월, 헌문제(獻文帝)가 황위에서 물러나 태상황(太上皇)이 되고 아들 탁발굉(拓跋宏)이 즉위하여 개원하였다.

## 개원
- 황흥(皇興) 5년 8월 20일[1](471년 9월 20일)에 연호를 연흥(延興)으로 개원함.[2][3][4][5]

- 연흥(延興) 6년 6월 14일[6](476년 7월 21일)에 연호를 승명(承明)으로 개원함.[2][3][7][5]

## 연대 대조표
| 연흥        | 원년           | 2년             | 3년             | 4년        | 5년        | 6년        |
| 서기        | 471년          | 472년           | 473년           | 474년      | 475년      | 476년      |
| 간지        | 신해(辛亥)     | 임자(壬子)      | 계축(癸丑)      | 갑인(甲寅) | 을묘(乙卯) | 병진(丙辰) |
| 유송 (劉宋) | 태시(泰始) 7년 | 태예(泰豫) 원년 | 원휘(元徽) 원년 | 2년        | 3년        | 4년        |

## 동시대 연호

### 중국
유송(劉宋)
- 태시(泰始) (465년 ~ 471년)
- 태예(泰豫) (472년)
- 원휘(元徽) (473년 ~ 477년)

기타 정권
- 사마 소군(司馬 小君) 성군(聖君) (471년)

### 몽골
유연(柔然)
- 영강(永康) (464년 ~ 485년)

## 같이 보기
- 다른 왕조의 같은 연호
  - 남제(南齊) 연흥(延興, 494년)

- 중국의 연호